# Witchmaster
Witchmaster – polska grupa wykonująca muzykę z pogranicza thrash i black metalu. Jak twierdzą muzycy grupa powstała w Noc Walpurgi w 1996 roku w Zielonej Górze. Zespołowi przewodzi gitarzysta i wokalista Krzysztof „Kali” Włodarski, który jako jedyny nieprzerwanie występuje w zespole od początku jego działalności. Do 2009 roku formacja wydała cztery albumy studyjne oraz szereg pomniejszych wydawnictw pozytywnie ocenianych zarówno przez krytyków muzycznych jak i publiczność.

## Historia

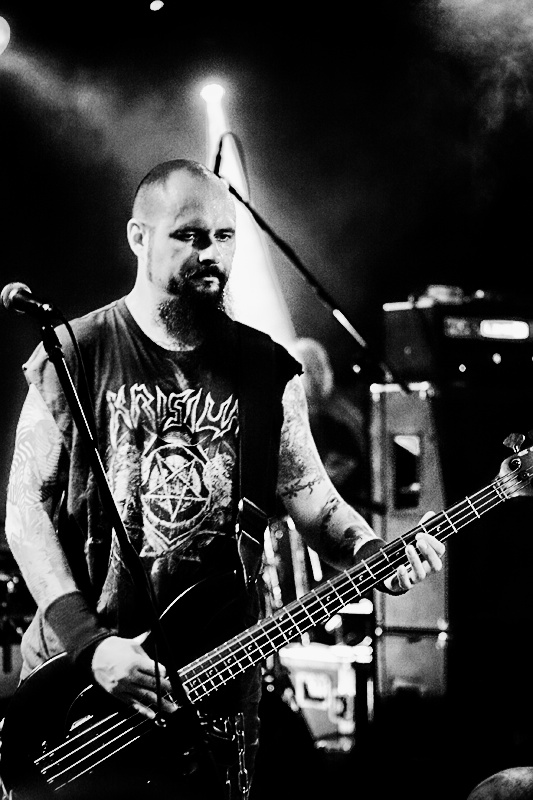
Tomasz „Reyash” Rejek podczas koncertu we wrocławskim klubie Firlej 6 września 2011 roku

Zespół powstał w 1996 roku w Zielonej Górze z inicjatywy gitarzysty Krzysztofa Włodarskiego i basisty Tomasz „Reyasha” Rejka. Wkrótce potem do zespołu dołączył perkusista Witold „Vitold” Domański. Tego samego roku ukazało się pierwsze demo grupy pt. Thrash Or Die. Sześcioutworowa kaseta została wydana przez sam zespół. W 1997 roku ukazało się drugie demo pt. No Peace At All, także wydane przez zespół. Na kasecie znalazły się utwory pochodzące z debiutanckiego dema, a także dwa nowe utwory: „Witchmaster (Ritual Sacrifice)” oraz „Morbid Death”.
W 2000 roku na podstawie kontraktu z wytwórnią muzyczna Pagan Records ukazał się pierwszy album Witchmaster zatytułowany Violence & Blasphemy. Materiał został nagrany w zielonogórskim Polysound Studio. Na wydawnictwie oprócz dziesięciu autorskich utworów znalazła się interpretacja „Ritual” z repertuaru brytyjskiej formacji Blasphemy. Dwa lata później ponownie nakładem Pagan Records ukazał się drugi album pt. Masochistic Devil Worship. Pierwsza wersja płyty została zarejestrowana w prywatnym studiu Macieja Niedzielskiego, znanego z występów w grupie Artrosis. Jednakże materiał uległ zniszczeniu. Wydawnictwo zostało zarejestrowano ponownie w białostockim Hertz Studio.
W 2003 roku nakładem Time Before Time Records ukazała się kompilacja nagrań grupy pt. Satanikk Metal. Wydawnictwo zawierało niepublikowane wcześniej nagrania oraz zapis koncertu w Rzeszowie. Również w 2003 roku w limitowanym nakładzie 333 egzemplarzy ukazał się na płycie gramofonowej minialbum pt. Sex, Drugs & Satan.
Grupa podpisała również kontrakt z wytwórnią muzyczna Agonia Records opiewający na wydanie trzech albumów oraz reedycję drugiego albumu grupy pt. Masochistic Devil Worship. Rok później ukazał się split album z grupą Adorior pt. Hater OF Fucking Humans. Tego samego roku ukazał się trzeci album grupy pt. Witchmaster. Wydawnictwo ukazało się nakładem wytwórni muzycznej Agonia Records. Na wydawnictwie oprócz dziesięciu autorskich utworów znalazła się interpretacja „Bloodlust” z repertuaru brytyjskiej formacji Venom.
W 2008 roku formacja odbyła krótką trasę koncertową w Polsce pod nazwą Witchmaster Over Poland Tour 2008. 10 kwietnia 2009 roku ukazał się czwarty album grupy pt. Trucizna. Nagrania zostały zarejestrowane pomiędzy 2007 a 2008 rokiem w Londynie w Anglii. Miksowanie i mastering odbył się w Screw Factory Studio w Dębicy w Polsce. W ramach promocji albumu grupa odbyła w Polsce trasę koncertową. Podczas występów Witchmaster poprzedziły takie grupy jak: Infernal War, Hetzer, Stillborn, Halucynogen, Excidium i MasseMord. W maju tego samego roku ukazał się minialbum pt. Sex Drugs and Natural Selection. Natomiast w sierpniu ukazała się kompilacja No Peace At All – Thrash Ör Die!, na którą złożyły się utwory pochodzące z kaset demo. We wrześniu 2011 roku grupa odbyła trasę koncertową w Polsce poprzedzając występy zespołów Bulldozer oraz Azarath. W trakcie tournée funkcję perkusisty objął Krzysztof „Zaala” Zalewski.

## Muzycy
| Obecni członkowie zespołu - Sebastian „Bastis” Grochowiak – śpiew (od 2000) - Tomasz „Reyash” Rejek – śpiew, gitara basowa (1996-2000, od 2003) - Krzysztof „Kali” Włodarski – śpiew, gitara (od 1996) - Zbigniew „Inferno” Promiński – perkusja (2000-2006, od 2013) |  | Byli członkowie zespołu - Szymon „Shymon” – gitara basowa (2000-2002) - Witold „Vitold” Domański – perkusja (1996-2000) - Sebastian „Basti” Łuszczek – perkusja (2006-2013) Muzycy koncertowi - Marek „Necrosodom” Lechowski – gitara basowa (2002) - Krzysztof „Zaala” Zalewski – perkusja (1999, 2011) - Łukasz „Necrolucas” Boguszewicz – perkusja (2003) |

Oś czasu

## Dyskografia
Albumy

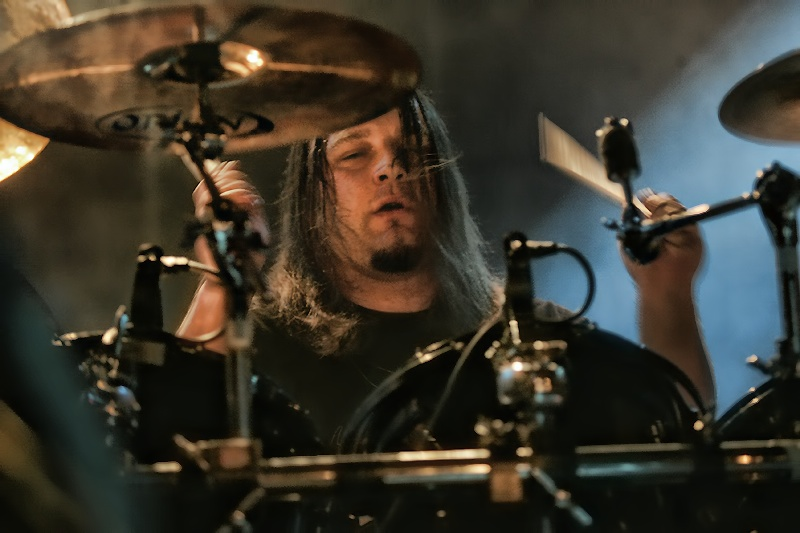
Krzysztof „Zaala” Zalewski podczas koncertu we wrocławskim klubie Firlej 6 września 2011 roku

- Violence & Blasphemy (2000, Pagan Records)
- Masochistic Devil Worship (2002, Pagan Records)
- Witchmaster (2004, Agonia Records)
- Trucizna (2009, Agonia Records)
- Antichristus ex utero (2014, Osmose Productions)

Minialbumy
- Sex Drugs and Natural Selection (2009, Iron, Blood & Death Corporation)
- Śmierć (2012, Witching Hour Productions)[16]

Kompilacje
- Sex, Drugs & Satan (2003, Maleficium Records)
- Satanikk Metal (2003, Time Before Time Records)
- No Peace At All – Thrash Ör Die! (2009, Time Before Time Records)

Inne
- Thrash Or Die (1996, demo, wydanie własne)
- No Peace At All (1997, demo, wydanie własne)
- Hater OF Fucking Humans (2004, split z zespołem Adorior, Agonia Records)